# 9801 (album)
9801 je jediné společné album jihokorejských zpěváků Lai Kuan-lina (člen Pentagonu) a Wooseoka (dříve člen Wanna One). Album vyšlo 11. března 2019 a obsahuje pět skladeb včetně hlavního singlu I'm A Star. Název alba je kombinací roků narození Wooseoka (1998) a Kuanlina (2001).
2. března 2019 byl zveřejněn seznam skladeb. O necelé dva týdny později bylo album vydáno.

## Seznam skladeb
| Pořadí         | Název                                            | Autor                               | Délka |
| -------------- | ------------------------------------------------ | ----------------------------------- | ----- |
| 1.             | I'm a Star (별짓)                                | Peejay, Taeo, Wooseok, Lai Kuan-lin | 3:11  |
| 2.             | Hypey (Kuanlin ft. Jackson Wang)                 | Jackson Wang, Boytoy, Youngsky      | 2:36  |
| 3.             | Always Difficult Always Beautiful (Wooseok solo) | Wooseok, Kang Hyung-gu, Nathan      | 3:49  |
| 4.             | Good Feeling (Kuanlin solo)                      | illinit, Flow Blow                  | 2:52  |
| 5.             | Domino (Wooseok solo)                            | Wooseok, Mospick                    | 3:13  |
| Celková délka: | Celková délka:                                   | Celková délka:                      | 15:41 |

## Galerie
- Wooseok
- Lai Kuan-lin